# Merwilla
Merwilla Speta – rodzaj roślin z rodziny szparagowatych. Obejmuje dwa gatunki występujące w Południowej Afryce, Lesotho, Suazi, Malawi, Mozambiku i Zimbabwe. Silnie trujące rośliny z gatunku M. plumbea są na dużą skalę wykorzystywane w tradycyjnej medycynie południowej Afryki.
Nazwa rodzaju jest zbitką wyrazową nazwiska Fredericka van der Merwe, południowoafrykańskiego lekarza i botanika amatora, żyjącego w latach 1894–1968, oraz nazwy rodzaju roślin Scilla (pl. cebulica), z którego Speta wyodrębnił rodzaj Merwilla. 

## Morfologia

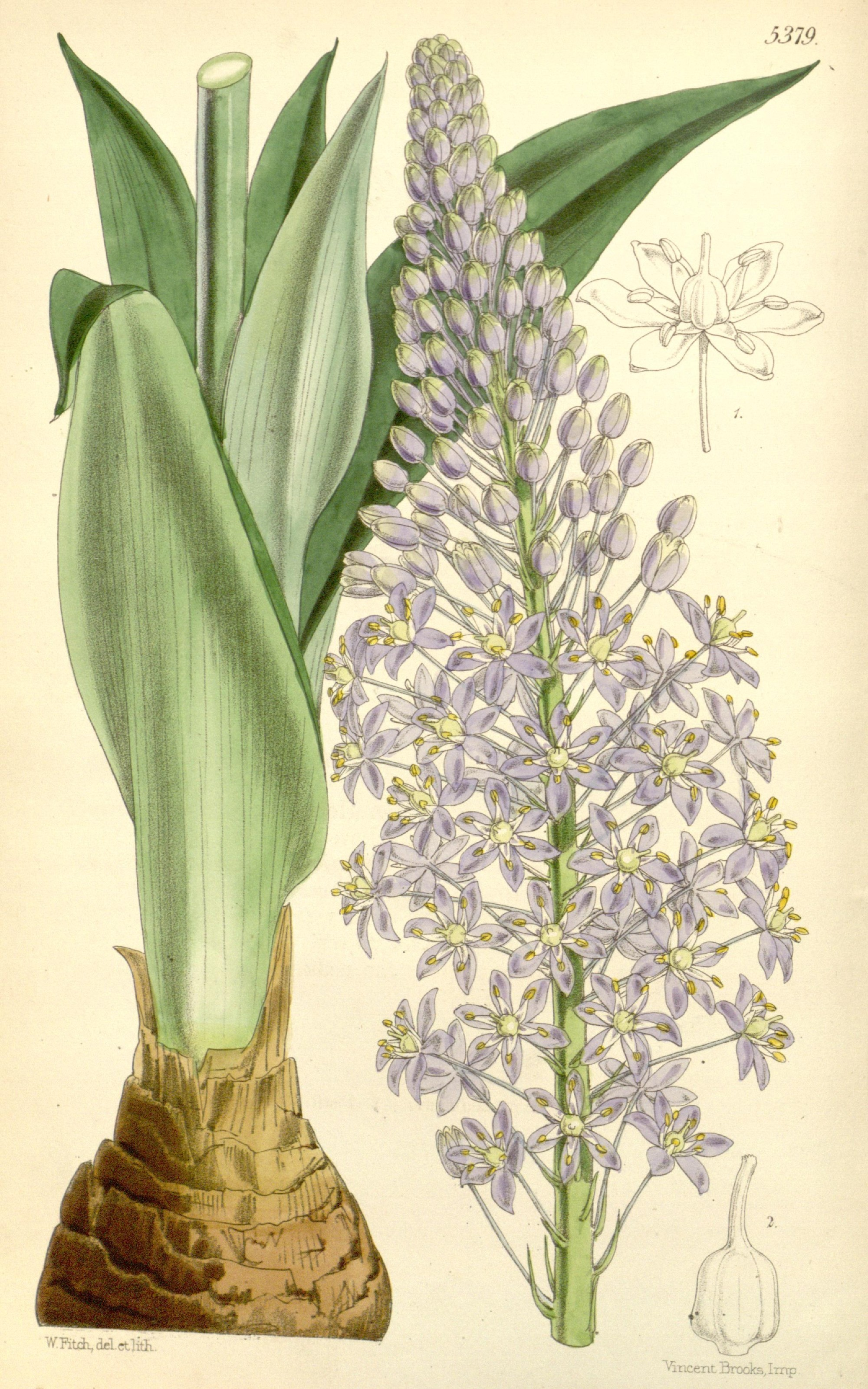
Merwilla plumbea

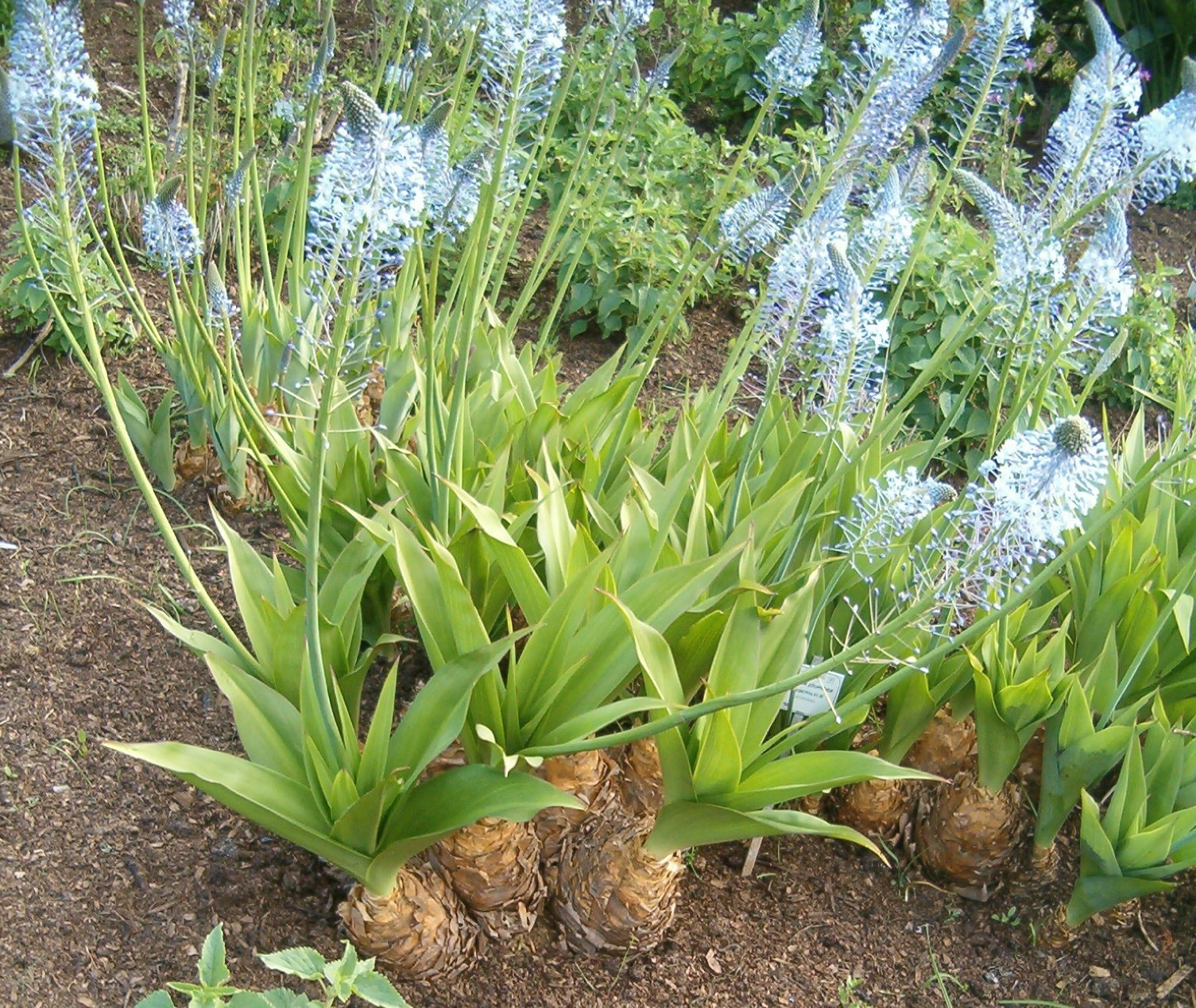
Pokrój M. plumbea

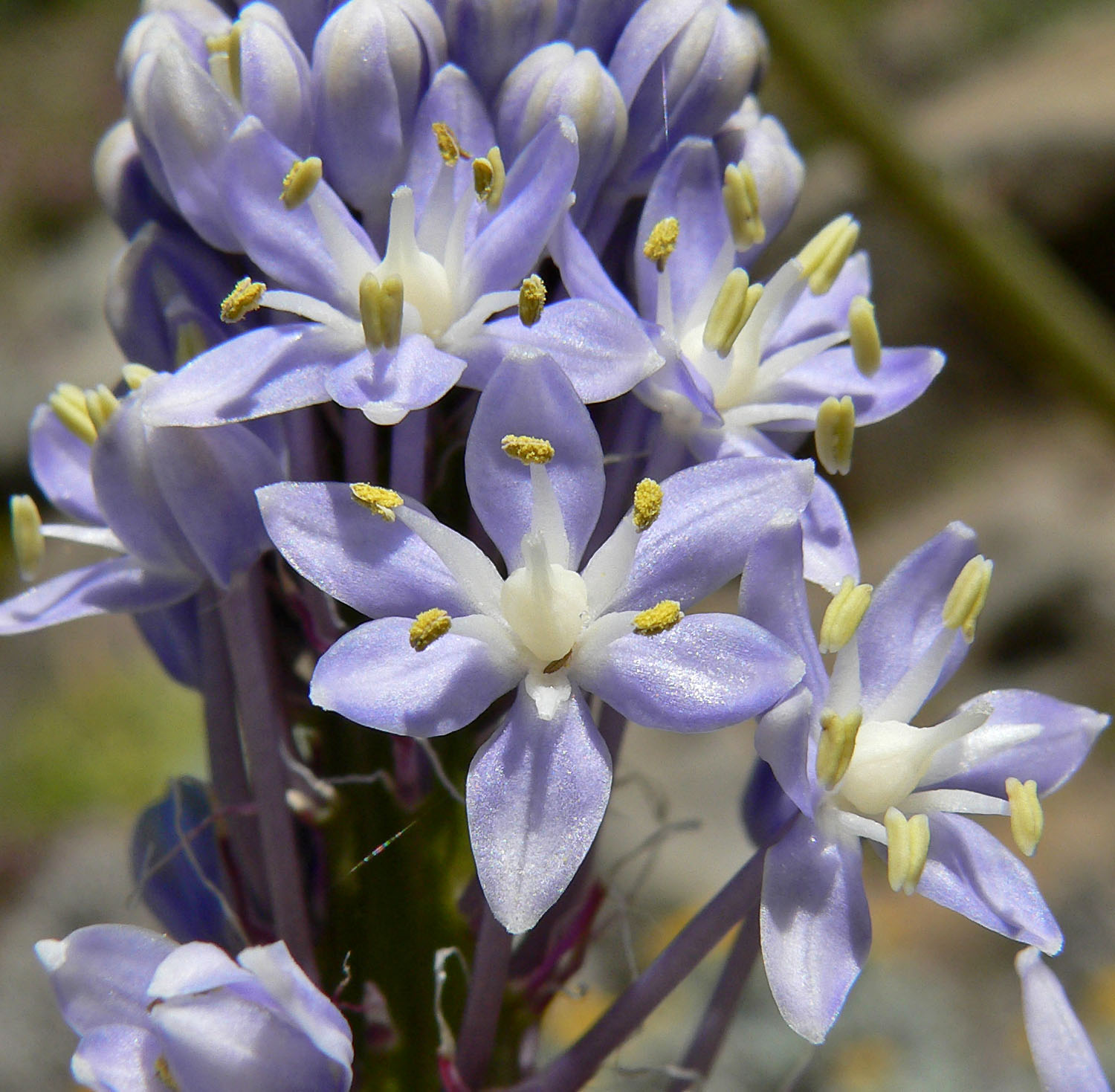
Kwiaty M. plumbea

PokrójWieloletnie, rośliny zielne.
PędJajowata cebula o wymiarach 3×3 cm (M. dracomontana) lub 6,5×8 cm (M. plumbea), częściowo wyrastająca ponad poziom gruntu, złożona z masywnych, nachodzących na siebie łuskowatych liści, żyjących około czterech lat. Okrywa cebuli bladożółtawo-szara, niewłóknista.
LiścieRośliny tworzą ok. 5–9, szerokich, jajowatych, nagich liści, o wymiarach 3–8×1–3,5 cm (M. dracomontana) lub 14–76×4,2–11 cm (M. plumbea).
KwiatyZebrane w grono, wyrastające na okrągłym na przekroju, niekiedy owłosionym głąbiku, o wysokości do 80 cm i średnicy do 6 mm. Przysadki bardzo drobne. Szypułki wzniesione. Okwiat promienisty, gwiaździsty, niebieski. Listki okwiatu wolne, o długości 5–6 mm, u M. plumbea wierzchołkowo z kępką gruczołowatych włosków. Nitki pręcików spiczaste, trójkątne, zrośnięte u nasady, białe, wystające. Pylniki małe. Zalążnia kulistawa, trójkomorowa, biała, z 4–10 zalążkami w każdej komorze. Szyjka słupka o długości 1 mm, zakończona gruczołowatym znamieniem.
OwoceKulistawa, wierzchołkowo spiczasta torebka, zawierająca wydłużone, spłaszczone, brązowe nasiona.

## Biologia
RozwójGeofity cebulowe. Kwitną na wiosnę. Kwiaty tych roślin są zapylane przez bzygowate i pszczoły.
SiedliskoMerwilla plumbea zasiedla mgliste tereny górskie, stepowe tereny trawiaste i kamieniste oraz suche zbocza na wysokości od 300 do 2500 m n.p.m.. M. dracomontana jest endemitem niewielkiego fragmentu Gór Smoczych w KwaZulu-Natal, gdzie zasiedla wysokogórskie skaliste zbocza, szczeliny i tarasy skalne.
Interakcje z innymi gatunkamiMerwilla są roślinami żywicielskimi dla larw bzygowatych z rodzaju Merodon.

## Systematyka
Pozycja systematycznaRodzaj z podplemienia Massoniinae, plemienia Hyacintheae, podrodziny Scilloideae z rodziny szparagowatych Asparagaceae.
Wykaz gatunków
- Merwilla dracomontana (Hilliard & B.L.Burtt) Speta
- Merwilla plumbea (Lindl.) Speta

## Zagrożenie
Z uwagi na pozyskiwanie z natury cebul M. plumbea do celów leczniczych, gatunek ten jest uznany za bliski zagrożenia wyginięciem. Rośliny te są długowieczne, średni wiek dojrzałych roślin to około 25 lat. Szacuje się, że liczba tych roślin spadła o co najmniej 25% w ciągu ostatnich 75 lat.

## Zastosowanie
Rośliny ozdobneMerwilla plumbea bywa uprawiana jako roślina ogrodowa. Wymaga ostrożnego traktowania ze względu na swoją toksyczność.
Rośliny leczniczeMerwilla plumbea w stanie surowym jest rośliną śmiertelnie trującą dla ssaków, w tym dla ludzi. Sok z tej rośliny powoduje silne poparzenia skóry. Wpływ na owce wydaje się podobny do spowodowanego zatruciem glikozydami nasercowymi. W tradycyjnej medycynie południowoafrykańskiej roślina ta jest wykorzystywana antybakteryjnie, przeciwrobaczo, przeczyszczająco, przeciwbólowo i przeciwzapalnie. Służy do sporządzania maści wspomagających gojenie się ran, leczenia skręceń, złamań, czyraków i ropni. Popiół ze spalonej rośliny i sproszkowaną cebulę wciera się w skaleczenia i zadrapania, a także stosuje na skręcenia i złamania. Wywary są przyjmowane jako lewatywy w przypadku niepłodności kobiet oraz w celu zwiększenia męskiej potencji seksualnej.
Szacuje się, że w 2006 roku ponad dwa miliony cebul tych roślin o wartości ponad jednego miliona złotych zostało pozyskanych z natury i sprzedanych na rynku roślin leczniczych w Durbanie i Johannesburgu.
Rośliny magiczneSproszkowane cebule M. plumbea są wcierane przez ludzi z plemion Tswana w plecy, stawy i inne części ciała, aby zwiększyć ich siłę i odporność na czary.